# فرانسیسکو لزم
فرانسیسکو لزم (انگلیسی: Francisco Lesmes; ۴ مارس ۱۹۲۴ – ۱۱ اوت ۲۰۰۵) بازیکن فوتبال اهل اسپانیا بود.
از باشگاه‌هایی که در آن بازی کرده‌است می‌توان به باشگاه فوتبال رئال وایادولید و باشگاه فوتبال گرانادا اشاره کرد.
وی همچنین در تیم ملی فوتبال اسپانیا بازی کرده‌است.